# Chaetostoma pearsei
Chaetostoma pearsei är en fiskart som beskrevs av Eigenmann 1920. Chaetostoma pearsei ingår i släktet Chaetostoma och familjen Loricariidae. Inga underarter finns listade i Catalogue of Life.